# Chinda
Chinda è un comune dell'Honduras facente parte del dipartimento di Santa Bárbara.
Il comune venne istituito il 14 ottobre 1868 con parte del territorio del comune di Petoa.